# Cupuladria biporosa
Cupuladria biporosa är en mossdjursart som först beskrevs av Canu och Bassler 1923.  Cupuladria biporosa ingår i släktet Cupuladria och familjen Cupuladriidae. Inga underarter finns listade i Catalogue of Life.